# 劉應同
劉應同（1552年—？），字春卿，號襟河，湖廣承天府潛江縣人，民籍，明朝政治人物。

## 生平
隆庆元年（1567年）丁卯科湖廣鄉試第三十一名，萬曆十一年（1583年）癸未科會試第四十名，登二甲第六十七名進士。户部觀政，十三年授刑部主事，丁憂，十九年復除主事，二十年官刑部郎中，疏请开豁疑滞，重辟百有六人，有手著《昭狱录》。二十一年（1593年）迁汉中府知府，值大荒，捐俸赈饥，不能给，妻戴销簪珥以继之，民欢呼载道。所莅监司勉修故事，饥民大譁，监司忌之，欲搆陷应同，后知其廉，乃释。二十三年（1595年）調守保宁府，时郡有张桓侯庙，岁娶妇以巫夜分纳币女家，晨启门视之，则黄白纸牍，里人大醵钱买女，合鼓吹笙帛纳庙，越三日出其骨。里人不应，则多水火疾疫横死者。至期，太守主之，其太守不欲举行，则殃先太守。应同至，先期作表告桓侯，临事则火其庙，稿悬其首，一郡震慑，妖遂以平，郡人戴德，立祠以祀。

## 家族
曾祖劉恒謙；祖父劉第；父劉爾順，曾任恩例冠帶。母郭氏。严侍下。
長子劉貞吉，乙酉雋于北闈。季子劉昌吉及孫劉增、劉環、劉璹同舉湖廣己卯科舉人，劉瑅，岁貢學博。